# Izabella Cywińska
Maria Izabella Cywińska-Michałowska (ur. 25 marca 1935 we Lwowie, zm. 23 grudnia 2023) – polska reżyser teatralna i filmowa, krytyk filmowa; w latach 1970–1973 dyrektor Teatru im. Wojciecha Bogusławskiego w Kaliszu, w latach 1973–1989 dyrektor Teatru Nowego w Poznaniu, w latach 1989–1991 minister kultury i sztuki, w latach 2008–2011 dyrektor artystyczna Teatru Ateneum w Warszawie.

## Życiorys
Jej przodkowie ze strony ojca pieczętowali się herbem Puchała. Ukończyła etnografię na Uniwersytecie Warszawskim oraz studia na Wydziale Reżyserii Państwowej Wyższej Szkoły Teatralnej w Warszawie. Reżyserowała w teatrach Białegostoku, Warszawy, Nowej Huty.
W latach 1970–1973 była dyrektorem Teatru im. Wojciecha Bogusławskiego w Kaliszu. W 1973 reaktywowała Teatr Nowy w Poznaniu, którym kierowała do 1989. W 1981 wystawiła w nim sztukę Oskarżony: czerwiec pięćdziesiąt sześć. W konsekwencji była przez kilka miesięcy internowana w okresie stanu wojennego (współautorem scenariusza był Włodzimierz Braniecki). W marcu 2008, po śmierci Gustawa Holoubka, objęła obowiązki dyrektora artystycznego Teatru Ateneum w Warszawie. Funkcję tę pełniła do lipca 2011.
Jako reżyser realizowała spektakle w Teatrze Telewizji (m.in. Wróg ludu Ibsena i Cmentarze Hłaski) oraz produkcje filmowe (serial Boża podszewka w 1997 i 2004, filmy Kochankowie z Marony i Cud purymowy).
Od 12 września 1989 do 12 stycznia 1991 sprawowała urząd ministra kultury i sztuki w gabinecie Tadeusza Mazowieckiego. W 2005 podpisała deklarację poparcia Partii Demokratycznej, była też współautorem programu tego ugrupowania w dziedzinie kultury. Była członkinią komitetu poparcia Bronisława Komorowskiego przed wyborami prezydenckimi w 2010 i w 2015. Została członkinią Komitetu Wspierania Muzeum Historii Żydów Polskich Polin w Warszawie.
Była żoną aktora Janusza Michałowskiego. Napisała wspomnienia pt. Nagłe zastępstwo. Z dziennika pani minister. Opublikowała też pamiętnik pt. Dziewczyna z Kamienia.
Została pochowana na cmentarzu Wojskowym na Powązkach.
W 2024 została patronką Teatru Nowego w Poznaniu, w którym w 2025 odsłonięto upamiętniający ją mural.

## Odznaczenia i wyróżnienia
- Krzyż Oficerski Orderu Odrodzenia Polski (2011)[1]
- Krzyż Kawalerski Orderu Odrodzenia Polski (1989)[16]
- Złoty Medal „Zasłużony Kulturze Gloria Artis” (2005)[17]
- Krzyż Oficerski Orderu „Za zasługi dla Litwy” (2006)[18]
- Medal Kalos Kagathos (1987)[19]
- Tytuł honorowego obywatela Kalisza (2008)[20]
- Tytuł honorowego obywatela Poznania (2013)[21]